# Civilization: Call to Power
Civilization: Call to Power ist ein rundenbasiertes Strategiespiel für PC, produziert von Activision. Es erschien Anfang 1999 und stand in direkter Nachfolge zu Civilization II von Sid Meier. Im darauffolgenden Jahr erschien mit Call to Power II ein Nachfolger.

## Spielprinzip
Nach dem klassischen Civilization-Prinzip startet man mit einem Siedler im Jahr 4000 v. Chr. Ziel des Spieles ist es, ein Volk aus der Jungsteinzeit durch 7000 Jahre Zeitgeschichte in eine futuristische Zukunft oder zur Erschaffung einer außerirdischen Rasse zu führen.
Es sind drei Siegvarianten vorgesehen:
- Alleinherrschaft: Grundvoraussetzung für diese Siegvariante ist militärische Entschlossenheit. Dazu muss jede feindliche Stadt erobert und jede andere Zivilisation durch Krieg ausgelöscht werden.
- Punktsieg: Das Spiel endet im Jahr 3000. Der Spieler mit der höchsten Punktzahl gewinnt.
- Projekt außerirdisches Leben: Für diese Siegvariante muss ein Alien erschaffen werden.

Um die Siegvarianten Punktsieg oder Projekt außerirdisches Leben zu erreichen, stehen dem Spieler viele unterschiedliche Vorgehensweisen zur Verfügung, die größtenteils aus früheren Civilization-Spielen bekannt sind. Dazu zählen der Auf- und Ausbau der eigenen Städte mit Hilfe von Handel, Forschung, dem Bau von Weltwundern und Stadtmodernisierungen sowie der Verbesserung des umliegenden Terrains. Im Zusammenspiel mit den Computergegnern stehen Optionen wie Diplomatie, religiöse Bekehrung, Ökoterrorismus, wirtschaftspolitische Tricks (zum Beispiel Handelsembargos), Bürokratie (zum Beispiel gegnerische Bauvorhaben stoppen), Plünderei und Sklaverei zur Verfügung.
Call to Power enthielt neue Konzepte, mit denen es sich von ähnlichen Spielen seiner Zeit abgrenzte:
- Abstraktes Konzept zur Errichtung von Infrastruktur: Die „Geländeverbesserungen“ wie Verkehrswege, Bergwerke, Felder etc. müssen nicht durch Einheiten errichtet werden. Stattdessen stellt der Spieler für diese „öffentlichen Bauvorhaben“ ein Budget zur Verfügung. Im Rahmen dieses Budgets kann in jeder Runde eine Anzahl von „Geländeverbesserungen“ errichtet werden. Es ist möglich, automatisiert Straßen, Felder, Bergwerke etc. zu errichten.
- Gruppierte Armeen/gruppierter Kampf: Bis zu 9 Einheiten können zu Armeen gruppiert und als solche bewegt werden. Bei Kämpfen treten diese Armeen auch gruppiert gegeneinander an. Die Einheiten werden entsprechend ihrer Eigenschaften (Nah-/Fernkampf etc.) angeordnet und setzen ihre Angriffs- bzw. Verteidigungskapazitäten gemeinsam ein, bis eine der beiden Armeen vollständig vernichtet ist oder sich zurückzieht. Dieses Konzept erfordert mehr Umsicht bei der Zusammenstellung von Armeen und führt zu einem realistischeren Verlauf von Kämpfen.
- Elemente von Religion: Durch religiöse Elemente wie zum Beispiel Segnungen, Bekehrungen, Glaubenswechsel kann die Zufriedenheit der Bevölkerung beeinflusst werden. (Im Spiel werden keine Religionen namentlich genannt.)
- Einfache Modifizierbarkeit: Call to Power II bietet weitgehende Möglichkeiten, nicht nur neues Spielmaterial (Einheiten, Gelände, Gebäude, Weltwunder etc.) zu erstellen, sondern mittels der Scriptsprache SLIC auch in die Logik und den Ablauf des Spiels einzugreifen. Einige der Bugs des Originalspiels wurden durch die Community mittels der SLIC-Scripte behoben oder entschärft. Daneben entstand im Laufe der Zeit eine Reihe von Modifikationen (Mods), von denen einige ein völlig neues Spielerlebnis bieten.

Neu gegenüber Civilization II waren die Möglichkeiten, Städte im Weltraum oder unter Wasser zu bauen, sichtbare Handelsrouten, Religion und Sklaverei.

## Rezeption
Laut dem Testfazit in der Power Play von April 1999 wurde das bewährte Prinzip der Civilization-Reihe behutsam und sinnvoll erweitert.
Golem.de zufolge hat sich die Grafik im Vergleich zu Civilization II nicht grundlegend geändert und die Spielsteuerung sei zwar besser geworden, aber immer noch mit Macken behaftet. Neuerungen, wie etwa die Spielzeitverlängerung bis 3000 n. Chr., kommen dem Spielspaß und der Spieltiefe hingegen sehr zugute.

„Civilization – Call to Power ist zwar nicht wirklich etwas Neues, aber es bietet doch viele neue Technologien, Einheiten, Wunder und somit Varianten der Strategie, daß es auch für Civilisation-Fans eine Herausforderung darstellt.“